# Pilisszentiván
Pilisszentiván è un comune dell'Ungheria di 4.101 abitanti (dati 2001) situato nella contea di Pest, nell'Ungheria settentrionale.